# James Pazos
Pour les articles homonymes, voir Pazos.
James Manuel Pazos (né le 5 mai 1991 à Gilbert, Arizona, États-Unis) est un lanceur de relève gaucher des Yankees de New York de la Ligue majeure de baseball.

## Carrière
Après avoir ignoré les Rays de Tampa Bay, qui le repêchent au 40e tour de sélection en 2009, James Pazos quitte son école secondaire pour joindre les Toreros de l'université de San Diego, puis signe son premier contrat professionnel avec les Yankees de New York, qui en font leur choix de 13e tour au repêchage de 2012.
Il fait ses débuts dans le baseball majeur comme lanceur de relève des Yankees de New York le 5 septembre 2015 face aux Rays de Tampa Bay.